# Aventoft
Aventoft (frisó septentrional Oowentoft, danès Aventoft) és un municipi a la frontera alemanya-danesa al districte de Nordfriesland, dins l'Amt Südtondern, a l'estat alemany de Slesvig-Holstein.

## Història
Aventoft va ser després de la separació provocada per la marea tempestuosa Wiedingharde a l'edat mitjana, un poblet de pescadors a l'illa Geest a Wiedau. En 1566 es va recuperar el Gotteskoogs mentre està connectat a terra ferma, però no fou drenat fins a començaments del segle xx.
El topònim es va esmentar per primera vegada al segle XV. segle es va registrar per escrit. Es compon de danès. -toft per a un lloc d'assentament i el genitiu del nom personal d'Aghni (del danès antic Aghni, del nòrdic antic Agni ). El grup de cases Klindt es va documentar per primera vegada com a klint el 1674. Es refereix a un turó a l'oest de l'església d'Aventoft (danès: klint per un turó). El nom Verlath prové dels constructors de dics holandesos i es remunta al neerlandès mitjà, verlaten en el sentit de deixar passar, aquí es refereix a les rescloses per drenar el Gotteskoog a la vora sud de la Ruttebüller See. El nom es va documentar per primera vegada cap al 1707. El prefix dialectal Vi es remunta a la pronunciació danesa-jutlàndia.